# جوي ماير
جوي ماير (بالإنجليزية: Joey Meyer)‏ هو لاعب كرة قاعدة أمريكي، ولد في 10 مايو 1962 في هونولولو في الولايات المتحدة.

## وصلات خارجية
- جوي ماير على موقع الدوري الياباني لكرة القاعدة (الإنجليزية)
- جوي ماير على موقعبيزبول رفرنس.كوم (الدوري الرئيسي) (الإنجليزية)
- جوي ماير على موقعبيزبول رفرنس.كوم (الدوري الثانوي) (الإنجليزية)
- جوي ماير على موقع مشجعي الرسوم البيانية (الإنجليزية)